# リーガ・エスパニョーラ1982-1983
リーガ・エスパニョーラ1982-1983（1982–83 La Liga）は、リーガ・エスパニョーラの第52回目のシーズンである。
1982年9月4日から1983年5月1日までに、18のチーム間で試合が行われた。このシーズンでは、アスレティック・ビルバオが、27年ぶり7回目の優勝をした。これによって、前の2シーズンのレアル・ソシエダの連続優勝に続き、ヴァスク州のチームがトップになった。

## 経過
アスレティック・ビルバオは、第1リーグの中でもっとも若い監督、ハビエル・クレメンテ（Javier Clemente）に率いられており、しかも選手は、すべて地元出身であった。レアル・マドリードやF.C.バルセロナ、2回連勝のレアル・ソシエダ等の強豪の中にあった。しかも、バルセロナは、ディエゴ・マラドナ選手を、当時、過去最高の１２億ペセタでスカウトしていた。
シーズン前半には、レアル・マドリードが首位を占めており、強豪がその後を追っていた。アスレティック・ビルバオは、レアル・マドリードに１ポイント差で付いていた。一方、マラドナは、シーズン途中で肝炎になった。シーズン後半では、一時、バルセロナが好調であったが、他チームも食い下がっていた。
シーズンも終盤戦になると、バルセロナがレアル・マドリードを２対１で破るゲームがあり、アスレティック・ビルバオが、一時的に１位になった。しかし、次の週、アスレティック・ビルバオは、地元試合で、レアル・マドリードに２対０で敗れた。一方、バルセロナは、レアル・ソシエダに敗れ、上位との差が広がり、首位から遠のいた。最終的に、優勝は、上位の２つのチームのどちらかが手にすることになった。
優勝決定の２試合は、シーズン最終日の５月１日に平行して行われ、緊迫したものになった。レアル・マドリードは、下位のバレンシアCFとの試合で、しかも、優勝には、引き分けで十分であった。しかし、一方、バレンシアCFは、経済的困窮に陥っており、ほぼ資産凍結状態にあった。この試合に負けると、クラブ史上初めて第２リーグに降格になる状況で、クラブの存続をかけた背水の陣であった。一方、アスレチックの方は、これも、降格候補のＵＤラス・パルマス（カナリア諸島）との、その地元での対戦であった。
アスレティックの試合では、ＵＤラス・パルマスが、開始3分先制したが、直後にサラビア選手（マヌエル・サラビア）により同点に追いついた。一方、レアル・マドリードの試合では、39分に、地元バレンシアのテンディーリョ選手（ミゲル・テンディーリョ）がゴールを決めた。ほぼ同じころ、アスレティックのダニ選手（ダニエル・ルイス）が、１ゴールを決めた。
試合後半、アスレティックが3ゴール目を追加し、リードを広げていたが、一方、レアル・マドリードの試合では、苦しい守備を見せるバレンシアCFを崩すことができなかった。マドリードの不運（2本のシュートがポストに当たった）や、GKベルメルの防御、審判が合図しなかったフアニート（フアン・ゴメス・ゴンザレス）に対するPK疑惑等により、試合結果は、1対０となった。
この２試合の結果、アスレティックがタイトルを獲得し、バレンシアは、第１リーグに存続できた。一方、ラス・パルマスは19シーズン連続で第１リーグに在籍した後に、降格となった。

## 順位表
| 順 | チーム                       | 試 | 勝 | 分 | 敗 | 得 | 失 | 差  | 点 | 出場権または降格                 |
| -- | ---------------------------- | -- | -- | -- | -- | -- | -- | --- | -- | -------------------------------- |
| 1  | アスレティック・ビルバオ (C) | 34 | 22 | 6  | 6  | 71 | 36 | +35 | 50 | チャンピオンズカップ 1回戦出場   |
| 2  | レアル・マドリード           | 34 | 20 | 9  | 5  | 57 | 25 | +32 | 49 | UEFAカップ 1回戦出場             |
| 3  | アトレティコ・マドリード     | 34 | 20 | 6  | 8  | 56 | 38 | +18 | 46 | UEFAカップ 1回戦出場             |
| 4  | バルセロナ                   | 34 | 17 | 10 | 7  | 60 | 29 | +31 | 44 | カップウィナーズカップ 1回戦出場 |
| 5  | セビージャ                   | 34 | 15 | 12 | 7  | 44 | 31 | +13 | 42 | UEFAカップ 1回戦出場             |
| 6  | サラゴサ                     | 34 | 17 | 6  | 11 | 59 | 39 | +20 | 40 |                                  |
| 7  | レアル・ソシエダ             | 34 | 12 | 12 | 10 | 29 | 27 | +2  | 36 |                                  |
| 8  | スポルティング・ヒホン       | 34 | 9  | 15 | 10 | 31 | 32 | −1  | 33 |                                  |
| 9  | エスパニョール               | 34 | 13 | 6  | 15 | 45 | 47 | −2  | 32 |                                  |
| 10 | マラガ                       | 34 | 10 | 10 | 14 | 37 | 48 | −11 | 30 |                                  |
| 11 | レアル・ベティス             | 34 | 9  | 12 | 13 | 42 | 45 | −3  | 30 |                                  |
| 12 | レアル・バリャドリード       | 34 | 9  | 11 | 14 | 34 | 51 | −17 | 29 |                                  |
| 13 | サラマンカ                   | 34 | 10 | 8  | 16 | 31 | 48 | −17 | 28 |                                  |
| 14 | オサスナ                     | 34 | 10 | 6  | 18 | 39 | 54 | −15 | 26 |                                  |
| 15 | バレンシア                   | 34 | 9  | 7  | 18 | 42 | 56 | −14 | 25 |                                  |
| 16 | ラス・パルマス (R)           | 34 | 7  | 11 | 16 | 32 | 55 | −23 | 25 | セグンダ・ディビシオン降格       |
| 17 | セルタ (R)                   | 34 | 9  | 6  | 19 | 27 | 56 | −29 | 24 | セグンダ・ディビシオン降格       |
| 18 | ラシン・サンタンデール (R)   | 34 | 9  | 5  | 20 | 44 | 63 | −19 | 23 | セグンダ・ディビシオン降格       |

## 表彰

### ピチーチ賞
| # | 国籍             | 選手                 | 所属クラブ               | ゴール数 |
| - | ---------------- | -------------------- | ------------------------ | -------- |
| 1 | スペインの旗     | ポリ・リンコン       | ベティス                 | 20       |
| 2 | パラグアイの旗   | ラウル・アマリージャ | サラゴサ                 | 19       |
| 3 | スペインの旗     | ダニ                 | アスレティック・ビルバオ | 18       |
| 4 | アルゼンチンの旗 | ホルヘ・バルダーノ   | サラゴサ                 | 17       |
| 4 | スペインの旗     | マヌ・サラビア       | アスレティック・ビルバオ | 17       |
| 6 | メキシコの旗     | ウーゴ・サンチェス   | アトレティコ・マドリード | 15       |
| 7 | アルゼンチンの旗 | マリオ・ケンペス     | バレンシア               | 13       |
| 8 | スペインの旗     | パコ・マルティネス   | サラマンカ               | 12       |
| 9 | アルゼンチンの旗 | ディエゴ・マラドーナ | バルセロナ               | 11       |
| 9 | スペインの旗     | ペペ・フアン         | ラス・パルマス           | 11       |

### サモラ賞
| # | 国籍             | 選手                     | 所属クラブ               | 失点 | 失点率 |
| - | ---------------- | ------------------------ | ------------------------ | ---- | ------ |
| 1 | スペインの旗     | アグスティン・ロドリゲス | レアル・マドリード       | 22   | 0.75   |
| 2 | スペインの旗     | ルイス・アルコナーダ     | レアル・ソシエダ         | 27   | 0.79   |
| 3 | スペインの旗     | フランシスコ・ブーヨ     | セビージャ               | 30   | 0.90   |
| 4 | スペインの旗     | アンドニ・スビサレッタ   | アスレティック・ビルバオ | 36   | 1.05   |
| 5 | スペインの旗     | エウヘニオ・ビタジェル   | サラゴサ                 | 39   | 1.14   |
| 6 | スペインの旗     | ホセ・ラモン・エスナオラ | レアル・ベティス         | 45   | 1.32   |
| 7 | カメルーンの旗   | トーマス・ヌコノ         | エスパニョール           | 46   | 1.39   |
| 8 | アルゼンチンの旗 | カルロス・フェノイ       | バジャドリード           | 46   | 1.43   |